# Astathes posticata
Astathes posticata là một loài bọ cánh cứng trong họ Cerambycidae.